# The News
The News è un singolo del gruppo musicale statunitense Paramore, pubblicato l'8 dicembre 2022 come secondo estratto dal sesto album in studio This Is Why.

## Descrizione
Parlando del brano, la cantante Hayley Williams ha detto:
Parlando del suo significato, Williams ha spiegato che parla del disconnettersi, per proteggere il proprio spazio mentale personale, dal "ciclo h24" di notizie che si è costretti ad assorbire e comprendere ogni giorno: «La reazione comune, o non-reazione, è il dissociarsi. Nessuno di noi può dichiararsi innocente, ma chi ci potrebbe mai incolpare di ciò?».

## Video musicale
Il video ufficiale del brano, diretto da Mike Kluge e Matthew DeLisi, è stato pubblicato insieme all'uscita del singolo.

## Tracce
Testi e musiche di Hayley Williams, Taylor York e Zac Farro.
1. The News – 3:08

## Classifiche
| Classifica (2022)                | Posizione massima |
| -------------------------------- | ----------------- |
| Stati Uniti (rock & alternative) | 34                |